# Podostemaceae
Podostemaceae — родина в порядку Malpighiales, включає близько 50 родів і ≈ 300 видів більш-менш талоїдних водних трав.

## Поширення і середовище проживання
Вони зустрічаються в основному в тропічних і субтропічних областях по всьому світу. Багато видів зустрічаються на дуже маленькій географічній території, часто навіть лише в одній річці чи водоспаді. Через невеликий ареал багато видів перебувають під серйозною загрозою, особливо через втрату середовища існування (наприклад, через затоплення дамбами місця існування).
Podostemaceae прилипають до твердих поверхонь (зазвичай каменів) у порогах і водоспадах річок. Вони занурюються під воду, коли рівень води високий, але під час сухого сезону вони живуть на землі, цвітучи в цей час. Анатомія їхнього кореня спеціалізована на тому, щоб чіплятися за скелі, і фактично деталі структури кореня є одним із способів класифікації Podostemaceae.

## Роди
- Angolaea
- Apinagia
- Butumia
- Castelnavia
- Ceratolacis
- Cipoia
- Cladopus
- Dalzellia
- Devillea
- Diamantina
- Dicraeanthus
- Dicraeia
- Diplobryum
- Djinga
- Endocaulos
- Farmeria
- Griffithella
- Heterotristicha
- Hydrobryum
- Indotristicha
- Jenmaniella
- Lebbiea
- Ledermanniella
- Leiothylax
- Letestuella
- Lonchostephus
- Lophogyne
- Macarenia
- Macropodiella
- Malaccotristicha
- Marathrum
- Mniopsis
- Monostylis
- Mourera
- Noveloa
- Oserya
- Paleodicraeia
- Podostemum
- Pohliella
- Polypleurella
- Polypleurum
- Rhyncholacis
- Saxicolella
- Sphaerothylax
- Stonesia
- Thawatchaia
- Thelethylax
- Tristicha
- Tulasneantha
- Vanroyenella
- Weddellina
- Wettsteiniola
- Willisia
- Winklerella
- Zehnderia
- Zeylanidium